# Kaišiadorys

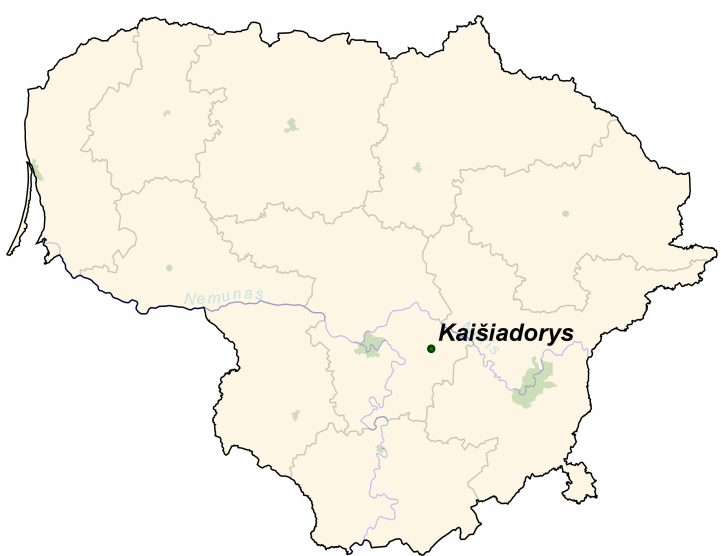
Localización de Kaišiadorys.

Kaišiadorys (pronunc. Kaishyadorís) es una ciudad situada en Lituania central.
Ubicada en el Condado de Kaunas y es cabecera del municipio homónimo.
Está situada entre las dos ciudades principales en Lituania, Vilna y Kaunas, y por lo tanto goza de una buena infraestructura.
Es bien conocida por su granja de las aves de corral. El instituto veterinario lituano está situado en la ciudad. Kaišiadorys es uno de los seis centros lituanos de la diócesis.
La ciudad es sede de la catedral construida en 1932.
El nombre de la ciudad es interesante debido a su origen asiático después de un Chaišadaras tatar noble que vivió en el área en el siglo XVI.
La ciudad comenzó a crecer cuando un ferrocarril que conectaba Vilna con Liepāja fue construido en 1871. En 1915, bajo ocupación alemana, se convirtió en un capital de una unidad administrativa por primera vez. En 1919 un primer tren salió de Kaišiadorys a Radviliškis. Mientras que Trakai y el resto de la región de Vilnius estaban bajo control polaco, Kaišiadorys se convirtió en un capital temporal de Trakai Apskritis. 